# Avguštin Zlobec
Avguštin Zlobec, slovenski rimskokatoliški duhovnik, * 28. avgust 1881, Ponikve na Krasu, † 23. julij 1970, Mačkolje.

## Življenje in delo
Gimnazijo je končal v Ljubljani, 2 leti bogoslovja v Mariboru, 2 leti pa v Gorici, kjer je bil 26. julija 1908 tudi posvečen. Služboval je kot kaplan v Sežani (1908-1910) in Vatovljah (1910-1914), bil župnijski upravitelj v Pomjanu (1914-1915) in župnik v Pomjanu (1915-1930). Pod pritiskom fašističnih oblasti  se je 31. oktobra 1930 odpovedal župniji ter se kot upokojen župnik preselil v Sv. Anton pri Kopru, kjer je pri duhovni oskrbi pomagal krajevnemu župniku. Leta 1955 se je preselil v Trst, 1957 pa v Mačkolje, kjer je delal do smrti. Bil je tih in skromen, a zvest in pogumen delavec na verskem in narodnem polju v Slovenski Istri. V Pomjanu je za pomoč kmetom med drugim vodil krajevno hranilnico in posojilnico. Njegovo vsestransko javno delovanje in še zlasti narodna zavest sta bila trn v peti italijanskim nacionalističnim krogom, zato je bil od pomladi 1919 tudi eno leto interniran na Sardiniji.